# Elezioni statali nella Saarland del 2022
Le elezioni statali nella Saarland del 2022 si sono tenute il 27 marzo e hanno visto il rinnovo dei 51 membri del Landtag della Saarland.

## Sistema elettorale
I 51 membri del Landtag della Saarland vengono eletti tramite un sistema proporzionale a liste chiuse: 41 seggi sono assegnati in 3 collegi plurinominali, ed i rimanenti 10 a livello statale. Inoltre, è presente una soglia di sbarramento del 5% dei voti, sotto la quale i partiti non possono entrare in parlamento.

## Quadro politico

### Partiti con rappresentanza parlamentare prima delle elezioni
| Nome | Nome | Ideologia                 | Seggi prima del voto |
| ---- | ---- | ------------------------- | -------------------- |
|      |      | Cristianesimo democratico | 24 / 51              |
|      |      | Socialdemocrazia          | 17 / 51              |
|      |      | Socialismo democratico    | 7 / 51               |
|      |      | Populismo di destra       | 3 / 51               |

### Altri partiti
- Alleanza 90/I Verdi (Grüne)
- Partito Liberale Democratico (FDP)
- Partito per l'Umanità, l'Ambiente e la Protezione degli Animali
- Liberi Elettori (FW)

### Sondaggi
I sondaggi videro in vantaggio l'SPD, sottostimandone tuttavia il risultato, mentre sovrastimarono i Verdi e l'FPD, indicandoli, sbagliando, come in grado di superare lo sbarramento del 5%. Infine, Die Linke non superò la soglia come previsto, ricevendo in ogni caso una sovrastima leggera, come quella della CDU.

## Risultati
| Partito | Partito                                                         | Voti    | %    | Differenza | Seggi | +/-     |
| ------- | --------------------------------------------------------------- | ------- | ---- | ---------- | ----- | ------- |
|         | Partito Socialdemocratico di Germania (SPD)                     | 169 799 | 43,5 | 13,9       | 29    | 12      |
|         | Unione Cristiano-Democratica di Germania (CDU)                  | 129 156 | 28,5 | 12,9       | 19    | 5       |
|         | Alternative für Deutschland (AfD)                               | 25 718  | 5,7  | 0,5        | 3     | Stabile |
|         |                                                                 |         |      |            |       |         |
|         | Alleanza 90/I Verdi (Grüne)                                     | 22 598  | 4,99 | 1,0        | -     | Stabile |
|         | Partito Liberale Democratico (FDP)                              | 21 618  | 4,8  | 1,5        | -     | Stabile |
|         | Die Linke (Linke)                                               | 11 689  | 2,6  | 10,3       | -     | 7       |
|         | Partito per l'Umanità, l'Ambiente e la Protezione degli Animali | 10 391  | 2,3  | Nuovo      | -     | Nuovo   |
|         | Liberi Elettori (FW)                                            | 7 636   | 1,7  | 1,3        | -     | Stabile |
|         | Altri                                                           | 26 809  | 5,9  | 2,9        | -     | Stabile |
| Totale  | Totale                                                          | 458 223 | 100  |            | 51    |         |
| Fonte   |                                                                 |         |      |            |       |         |

## Conseguenze del voto
Il Partito Socialdemocratico di Germania è riuscito ad ottenere la maggioranza assoluta dei seggi aumentando il suo consenso a discapito dell'Unione Cristiano-Democratica di Germania, mentre anche Die Linke ha perso molti voti, non riuscendo per la prima volta ad ottenere seggi (da quando dal 2009 si presenta così e non come PDS). I Verdi non sono riusciti a superare la soglia di sbarramento per 23 voti, mentre i Liberali non l'hanno superata per lo 0,2%. Infine, Alternative für Deutschland ha mantenuto lo stesso numero di seggi, perdendo però lo 0,5% dei voti.